# 승자총통 (부산광역시 유형문화재 제168호)
승자총통(勝字銃筒)은 부산광역시 금정구, 부산대학교박물관에 있는 조선 선조 대에 개발된 소형화기이다. 2016년 3월 16일 부산광역시의 유형문화재 제168호로 지정되었다.

## 개요
승자총통은 조선 선조 대에 개발된 소형화기로 육ㆍ해전에서 개인용 휴대용 무기로 널리 보급되어 활용되었으며, 임진왜란 때 조선군의 개인 화기로 활용되었다. 『난중일기』의 기록이나 전남 해안에서 다량으로 인양된 유물 등을 통해 임진왜란 당시 조선군들이 승자총통 계열의 총통을 많이 사용했음을 알 수 있다.
부산대학교박물관 소장 승자총통은 구경(口徑)이 가는 점이 특징이다. 병부(柄部), 약실부(藥室部), 통신부(筒身部) 등이 하나로 주조된 형식으로, 통신부에 6개의 죽절(竹節)이 양각되어 있어서 7마디로 구획되어 있다. 병부에 “만력 계미년(1583년) 9월 승자총통을 만들었으며, 무게는 5근 8량이다. 김해의 장인 강룡(江龍)이 만들었다. 화약은 7전이고, 중탄환은 8개, 소탄환은 10개를 사용할 수 있다.“는 내용의 음각 명문이 새겨져 있다.
외형적인 구조나 형식이 조선시대 승자총통의 전형적인 모습을 지니고 있고, 제작처와 장인이 명확하며, 제작연도로 보아 여진정벌과 임진왜란ㆍ병자호란 때에 사용되었을 가능성이 매우 높아 조선군의 주력 무기로 위기에 처한 국가를 구하는데 큰 역할을 하였다는 점에서 중요한 의미를 지니고 있다. 또한 제작시기가 다른 총통에 비해 비교적 빠르고 전체적인 형태에서도 별다른 손상이 없이 보존상태도 양호하여 우리나라 화약 병기(兵器) 발달 과정의 이해, 국방과학기술 문화재 연구 및 조선시대 수공업사 연구 등에 중요한 자료적 가치가 있는 유물이다.

## 참고 자료
- 승자총통 - 국가유산청 국가유산포털